# Affection
Affection fou el primer àlbum d'estudi llançat per la cantant japonesa de J-Pop i R&B Kumi Koda el 27 de març de l'any 2002 sota el segell rhythm zone.

## Llista de pistes
El primer àlbum de Kumi Koda després de dos anys d'haver debutat en Japó. Koda és l'autora de cadascun dels temes presents en l'àlbum, llevat d'"atomic energy", ja que és un instrumental.
L'àlbum es va llançar dos anys després del debut original de la cantant amb la seua primer senzill "TAKE BACK", el que es va deure principalment que cap dels treballs llançats anteriorment va tenir vendes acceptables. L'àlbum va ser llançat poc després de "So Into You", el qual tot just va assolir entrar al Top 50 de les llistes dels senzills més venuts, amb poc més de mil mil còpies venudes, però a pesar d'açò no va tenir vendes tan lamentables, ja que assolí vendre quasi cent mil còpies. A pesar que *Koda mai va arribar un nivell de popularitat rotund, i ni tan sols s'havia presentat a cantar un dels seus temes en televisió des de la seua *debút el 1999 fins a l'any del llançament del seu primer disc original d'estudi, aquest va tenir un acompliment considerat bo en les llistes d'Oricon, debutant en el lloc nº 12 en vendes setmanals d'àlbums, i venent en total finalment quasi cent mil còpies.
Els senzills de l'àlbum "TAKE BACK" i "Trust Your Love" també foren promocionats en clubs de música electrònica dels Estats Units, i ambdós assoliren arribar als primers llocs dels Dabce Charts del Billboard americà. Les versions en anglès gravades de les cançons van ser incloses en primera instància per a l'àlbum, però en versions remesclades, i posteriorment deixaren d'incloure's en la seua versió regular. L'edició original de l'àlbum amb les remescles dels dos primers senzill ja s'han fet pràcticament impossible d'obtenir i els seus preus han arribat a altes vendes.
En la compilació de belades de Koda BEST BOUNCE & LOVERS llançada el 14 de març de 2007 van ser inclosos els temes "Your Song", "comn back" i "walk". Aquest últim tema, a pesar de no haver estat senzill i no haver tingut cap mena de promoció, s'infereix compte amb gran estima de l'artista, ja que és una de les seues cançons predilectes per a cantar en viu en els seus concerts.

## Llista de cançons
1. atomic energy
2. Trust Your Love
3. Go Together
4. Your Song
5. feel me
6. COLOR OF SOUL
7. Best Friend Of Mine
8. My Dream
9. So Into You
10. Till Morning Comes featuring VERBAL (m-flo)
11. come back
12. TAKE BACK
13. Can't Lose
14. walk
Bonus Tracks
15. TAKE BACK "Jonathan Peters' Radio Mix" ~English Version~
16. Trust Your Love "Hex Hextor Main Radio Mix" ~English Version~

## Rànquings i vendes
| Rànquing de l'Oricon (Setmanal) | Vendes  |
| ------------------------------- | ------- |
| 12                              | 105,360 |